# Pharaphodius hetaerus
Pharaphodius hetaerus är en skalbaggsart som beskrevs av Rudolph Petrovitz 1958. Pharaphodius hetaerus ingår i släktet Pharaphodius och familjen Aphodiidae. Inga underarter finns listade i Catalogue of Life.